# 신라의 달밤 (영화)
"신라의 달밤"(新羅의 달밤, 영어: Kick The Moon)은 2001년에 개봉한 대한민국의 영화이다. 김상진 감독의 다섯 번째 작품이며, 차승원, 이성재, 김혜수 등이 주연을 맡았다.
한편, 이 영화는 당초 강우석 감독이 연출, 박중훈과 남자 주인공 강우석 감독이 개인사정으로 김상진 감독에게 바통을 넘겨주면서 차승원, 이성재, 김혜수가 대신했다.

## 줄거리
10년 전, 전설적인 싸움꾼 최기동과 소심한 모범생 박영준은 경주로 고등학교 수학여행을 떠난다. 그러나 여행 도중, 그들의 삶의 진로를 바꿀 잊지 못할 사건을 겪게 되면서 운명적인 일이 그들에게 닥친다.
어느 날 밤, 학교 축제에서 기동은 모든 학생을 이끌고 지역 폭력배들과 대규모 싸움을 벌이는 반면, 영준은 겁을 먹고 혼자 파티에 남는다. 거리는 피가 솟구치고, 머리가 부서지고, 뼈가 부러지는 전장이 되지만, 끔찍한 싸움은 그럼에도 불구하고 역사를 만들게 된다. 기동은 그의 용기로 존경받는 반면, 영준은 그의 두려움 때문에 따돌림당한다.
10년 후, 기동과 영준은 경주의 한 클럽에서 우연히 만난다. 놀랍게도 영준은 거물 깡패가 되어 있었고, 기동은 경주에 있는 고등학교로 전근 온 무서운 체육 교사가 되어 있었다. 그들은 예상치 못한 재회에 기뻐하지만, 옛날의 좋지 않은 기억들이 되살아나면서 분위기는 긴장된다.
작별을 고하기 전, 기동과 영준은 갑자기 곤경에 처한 아름다운 아가씨 주란을 발견한다. 순식간에 그들은 주란의 즐거운 미소에 매료되어 그녀에게 푹 빠진다.
기동은 주란에게 소유권을 주장하지만, 영준은 공정한 게임이라고 말한다. 영준은 경주 여행을 짧게 계획했지만, 주란의 마음을 얻고 옛날 일 때문에 기동에게 복수하기 위해 체류 기간을 연장한다. 기동은 영준의 결정에 분노한다. 옛날처럼 그의 말을 듣지 않기 때문이다. 주란을 놓고 싸우는 것이 그들의 우정에 고된 시련이 됨에도 불구하고, 그들이 사실상 도시 전체를 끌어들이면서 상황은 더욱 악화된다. 몇몇 뼈가 부러지는 한이 있더라도 한 여자의 마음을 얻기 위한 마지막 싸움이다.

## 캐스팅

### 주요 인물
- 차승원 - 최기동 역
- 이성재 - 박영준 역
- 김혜수 - 민주란 역

### 그 외 인물
- 이종수 - 민주섭 역
- 이원종 - 마천수 역
- 성지루 - 황덕섭 역
- 이한갈 - 혁수 역
- 유해진 - 넙치 역
- 김학규 - 군바리 역
- 김영준 - 준형 역
- 장태성 - 장학두 역
- 문혁 - 꼬봉 2 역
- 김윤성 - 꼬봉 3 역
- 김성준 - 어린 기동 역
- 이정민 - 어린 영준 역
- 김태환 - 어린 덕섭 역
- 한성식 - 베트공 역
- 이정학 - 코딱지 역
- 황재석 - 영준 부하 1 역
- 김보선 - 영준 부하 2 역
- 박정호 - 영준 부하 3 역
- 김응수 - 길남 심복 1 역
- 노수성 - 길남 심복 2 역
- 이시은 - 천수 부하 1 역
- 송치경 - 천수 부하 2 역
- 김재원 - 천수 부하 3 역
- 김희기 - 천수 부하 4 역
- 김용운 - 천수 부하 5 역
- 윤대경 - 천수 부하 6 역
- 박준서 - 부시시 머리 역
- 구혜룡 - 앵무새 머리 역
- 신승환 - 뚜껑 머리 역
- 서현기 - 하얀 머리 역
- 허기호 - 교감 역
- 이정주 - 중년 역
- 방정식 - 경찰 2 역
- 김용태 - 경찰 3 역
- 김상진 - 환자 역
- 김효열 - 사회자 역
- 박희대 - 기동 꼬봉 1 역
- 양수영 - 기동 꼬봉 2 역
- 손명진 - 기동 꼬봉 3 역
- 장유정 - 맞선녀 역
- 유일한 - 어떤놈 역
- 이규형

### 특별출연
- 김성겸 - 황길남 역

### 우정출연
- 강성진
- 김수로
- 전수환

## 제작진
| - 감독/제작 : 김상진 - 조감독 : 김동욱, 백상열, 김성욱, 고경아 - 기록 : 김선영 - 각본 : 박정우 - 원안 : 김영호, 이해준, 이해영 - 촬영 : 정광석 - 촬영부 : 이승민, 윤영식, 전재욱, 선동현, 이도호, 차영미 - 조명 : 신학성 - 조명부 : 지길수, 최성진, 김연주, 김형석, 전병윤, 서종해, 송현창 - 기획 : 강우석 - 프로듀서 : 이민호 - 제작부 : 조영민, 이동호, 김진휘 - 제작 : 김미희 - 제작관리 : 홍선영 - 제작회계 : 이종화 - 동시녹음 : 강신규 - 음향 : 강대성, 박덕수 - 음악 : 손무현 - 미술 : 조성원 - 세트 : 오상만, 이만수, 노성억, 윤일랑 - 특수효과 : 이정수, 김재민 - 분장 : 배미남, 정윤희, 김상민, 윤예령 - 헤어 : 문대영 - 의상 : 이승현 - 편집 : 고임표 - 네가편집 : 고정표, 김미숙 - 아비드오버레이터 : 김세정 - 스틸 : 배용종 - 시각효과 : 조이석 - 시각효과팀 : 유동렬, 한성선, 이득진, 안석촌, 이환영, 서성길, 차현정 - 무술감독 : 김영규 - 스토리보드 : 조영민 | - 카메라촬영 : 송행기, 이천도, 최세규, 노미란 - 카메라맨 : 최세규, 노미란 - 마케팅 : 조윤미, 구민주, 조영지 - 붐오퍼레이터 : 윤성기, 김정배 - 대사편집 : 김용주 - 효과편집 : 이명환 - 광학녹음 : 홍성윤 - 예고편 : 장성호, 이재선, 한동성 - 홈페이지 : 심근택, 조정주 - 마케팅책임 : 강혜정 - 온라인마케팅 : 강희정 - 특수영상장비 : 영상시대 - 키그립 : 정일서, 윤종엽 - 그립 : 김규현 - 광고사진 : 김진원 - KAST 액션팀장 : 황재석 - 소품 : 김윤영, 진권호, 권유경 - 스턴트팀장 : 조현 - 스턴트 : 이선도, 김화정 - 슈퍼크레인 : 김태영, 김용태 - 조명크레인 : 도균크레인 - 촬영장비 대여 : 신영필름, 씨네 All 21 - 운송 : 김종기, 이상진 - 발전차 : 최성진, 우금호 - 자막 : 주광동 - 필름 담당 : 홍성곤 - 앨범 디자인 : IPG - 차승원 매니저 : 김상훈 - 김혜수 매니저 : 조창래 - 김혜수 코디네이터 : 윤상미 |

## 관련영화사
- 무한공동투자 (공동투자)
- 시네마 서비스 (배급, 제작지원, 투자)
- 삼부벤처캐피탈주식회사 (제작지원)
- 좋은영화 (제작, 홍보)
- 20세기 폭스 (출시)

## 사운드 트랙
Disc 1
| #            | 제목                    | 가수         | 재생 시간 |
| ------------ | ----------------------- | ------------ | --------- |
| 1.           | 〈신라의 달밤 (Swing)〉 | 이우창       | 5:15      |
| 2.           | 〈일기〉                | 캔디맨       | 4:06      |
| 3.           | 〈카리스마〉            | 빌리         | 4:13      |
| 4.           | 〈Yo! 어데고?〉         | BBF          | 4:25      |
| 5.           | 〈Spring〉              | 플라워       | 4:09      |
| 6.           | 〈Shout Out〉           | CB Mass      | 3:25      |
| 7.           | 〈모르겠어요〉          | 레이지본     | 4:31      |
| 8.           | 〈예감〉                | 캔디맨       | 4:10      |
| 9.           | 〈내일까지만〉          | 레드플러스   | 3:48      |
| 총 재생 시간 | 총 재생 시간            | 총 재생 시간 | 55:04     |

Disc 2
| #            | 제목                      | 가수            | 재생 시간 |
| ------------ | ------------------------- | --------------- | --------- |
| 10.          | 〈신라의 달밤 (Triphop)〉 | BBF             | 3:40      |
| 11.          | 〈지독한 노래〉           | 크라잉 넛       | 3:09      |
| 12.          | 〈밤의 황제〉             | BBF             | 3:27      |
| 13.          | 〈Hero〉                  | 불독맨션        | 3:24      |
| 14.          | 〈정말싫어!〉             | 디바            | 3:36      |
| 15.          | 〈Wild & Sweet〉          | Gorilla Biscuit | 3:14      |
| 16.          | 〈봄바람 가버린 사랑〉    | 레드플러스      | 3:45      |
| 17.          | 〈멍든마음 손에 들고〉    | 한대수          | 4:10      |
| 18.          | 〈예감〉                  | 이우창          | 4:20      |
| 총 재생 시간 | 총 재생 시간              | 총 재생 시간    | 55:04     |

## 참고 사항
- 개그맨 김국진이 남자 주인공 물망에 한때 거론되었는데[1] 이원종(마천수 역)은 김국진의 대학교(경기대) 1년 후배다.